# Condado de Thomas (Nebraska)
O Condado de Thomas é um dos 93 condados do estado norte-americano de Nebraska. A sede do condado é Thedford, que é também a sua maior cidade. O condado tem uma área de 1849 km² (dos quais 3 km² estão cobertos por água), uma população de 729 habitantes, e uma densidade populacional de 0,4 hab/km² (segundo o censo nacional de 2000). Foi fundado em 1887 e o seu nome é uma homenagem a George Henry Thomas (1816-1870), general na Guerra Civil Americana.